# Aérodrome de Feurs - Chambéon
L’aérodrome de Feurs - Chambéon (code OACI : LFLZ) est un aérodrome civil, ouvert à la circulation aérienne publique (CAP), situé sur la commune de Chambéon à 4 km au sud-ouest de Feurs dans la Loire (région Auvergne-Rhône-Alpes, France).
Il est utilisé pour la pratique d’activités de loisirs et de tourisme (aviation légère et aéromodélisme).

## Installations
L’aérodrome dispose d’une piste en herbe orientée sud-nord (15/33), longue de 940 mètres et large de 60.
L’aérodrome n’est pas contrôlé. Les communications s’effectuent en auto-information sur la fréquence de 123,500 MHz.
S’y ajoutent :
- une aire de stationnement ;
- des hangars[2].

## Activités
- Air Club du Forez